# Bharatganj
Bharatganj é uma cidade e uma nagar panchayat no distrito de Allahabad, no estado indiano de Uttar Pradesh.

## Demografia
Segundo o censo de 2001, Bharatganj tinha uma população de 15,252 habitantes. Os indivíduos do sexo masculino constituem 52% da população e os do sexo feminino 48%. Bharatganj tem uma taxa de literacia de 48%, inferior à média nacional de 59.5%; a literacia no sexo masculino é de 59% e no sexo feminino é de 36%. 20% da população está abaixo dos 6 anos de idade.